# Cergy Handball
Actualités
Dernière mise à jour : 26/02/2025.
Le Cergy Handball est un club français de handball basé à Cergy-Pontoise, dans le nord-ouest de la région Île-de-France. Sous le nom de Cergy-Pontoise Handball 95, la section féminine du club a évolué en Division 1 lors la saison 2010-2011 et 6 saisons 2e division avant de déposer le bilan en 2015. Un nouveau club est alors créé sous le nom de Cergy Handball.

## Historique

### Cergy-Pontoise Handball 95

Logo du Cergy-Pontoise Handball 95

Le club a vu le jour le 30 juillet 1984 en tant que section de la structure omnisports de l'Association Sportive Agglomération Nouvelle (ASAN) Cergy. Le club fut pendant de nombreuses années dirigé par Jacques Bardot qui a su faire évoluer cette association.
Par la suite, le club devient une association loi de 1901 le 7 avril 2009 et compte trois équipes féminines au niveau national : une évoluant en Division 2, une autre en Nationale 3 et enfin les jeunes -18 ans Féminines qui évoluent en championnat de France.
Vice-champion de France de Division 2 au terme de la saison 2009-2010, le club est promu en LFH. Mais le club termine dernier du Championnat et est relégué. Si le club termine ensuite à nouveau à la deuxième place puis à la troisième place du championnat de France de D2, il n'est pas promu.
Sportivement relégué au terme de la saison 2014-2015, le club, en proie à d'importantes difficultés financières, est contraint de déposer le bilan le 30 juin 2015, le tribunal administratif prononçant la liquidation judiciaire du club le 21 juillet 2015.

### Cergy Handball
Créé le 3 juillet 2015, le Cergy Handball lui succède.
En 2016, le club accède en Nationale 3 (5e division). Premier de sa poule de Nationale 2 en 2019, le club est promu en Nationale 1 mais au terme d'une saison tronquée à cause de la pandémie de Covid-19, Cergy est relégué en N2.

## Section féminine

### Bilan par saison
Cergy-Pontoise Handball 95
- 2008-2009 : promu et 9e de Division 2
- 2009-2010 : vice-champion de France de Division 2 (promu en D1)
- 2010-2011 : 11e de Division 1
- 2011-2012 : vice-champion de France de Division 2 (non promu)
- 2012-2013 : 3e de Division 2
- 2013-2014 : 8e de Division 2
- 2014-2015 : 11e de Division 2, relégué en Nationale 1, puis dépôt de bilan.

Cergy Handball
- 2015-2016 : promu en Nationale 3 (5e division)
- 2018-2019 : premier de sa poule de Nationale 2 et promu en N1
- 2019-2020 : relégué de Nationale 1 (saison arrêtée à cause du Covid-19)
- 2020-2021 : saison de Nationale 2 arrêtée à cause du Covid-19
- 2021-2022 : saison en cours en Nationale 1

### Personnalités liées au club
Parmi les joueuses ayant évolué au club, on trouve :
- Sabrina Abdellahi
- Koumba Cissé
- Nesrine Daoula
- Hélène François
- Marta Gęga
- Alissa Gomis
- Vesna Horaček
- Aurèle Itoua-Atsono
- Olga Laiuk
- Jocelyne Mavoungou
- Amra Pandžić
- Marie Prudhomme
- Martine Ringayen
- Aline Silva dos Santos
- Marieke van der Wal

Parmi les entraineurs du club, on trouve :
- Roch Bedos : entraineur de 2006[7] à 2015
- Benjamin Dutriaux : entraineur depuis 2021